# Duchi nelle parie britanniche

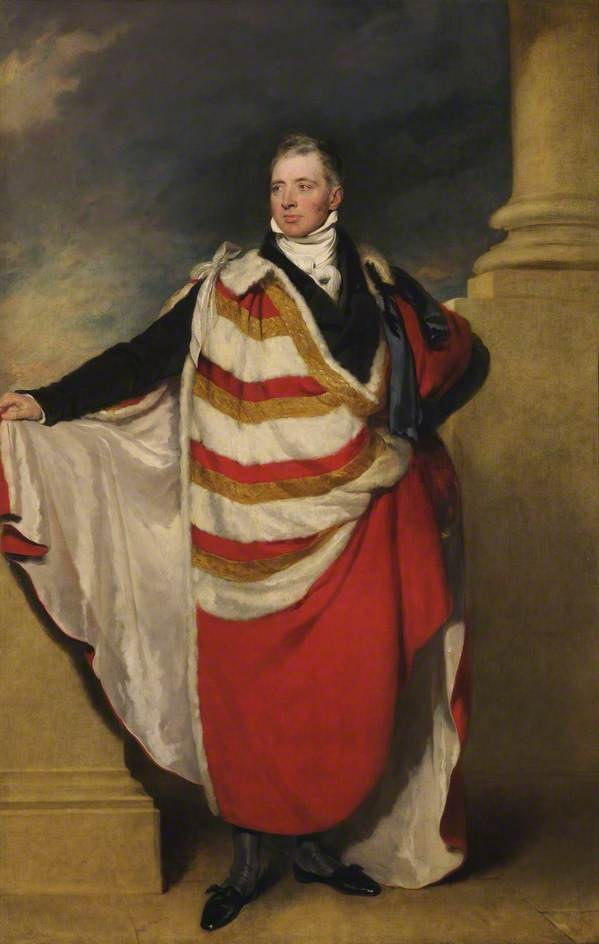
George Henry Fitzroy nella sua cappa da lord temporal come membro della Camera dei Lord in qualità di duca di Grafton

Questa pagina indica tutti i titoli ducali esistenti, estinti, dormienti, abbandonati o sequestrati nelle parie d'Inghilterra, Scozia, Gran Bretagna, Irlanda e Regno Unito.

## Introduzione ai ducati britannici
Edoardo III d'Inghilterra creò i primi tre ducati d'Inghilterra (Cornovaglia, Lancaster e Clarence). Il suo primogenito, Edoardo il principe nero, venne creato duca di Cornovaglia e fu il primo duca inglese dal 1337. Due settimane dopo la morte del principe il ducato venne ricreato per suo figlio, di appena nove anni, Riccardo di Bordeaux, che succedette al padre come Riccardo II.
Il secondo ducato venne concesso originariamente a Henry di Grosmont, I duca di Lancaster, ma alla sua morte venne ricreato per il terzogenito di Edoardo III, Giovanni Plantageneto, I duca di Lancaster. Nello stesso giorno Edoardo III creò duca anche il suo secondogenito, Lionello Plantageneto, I duca di Clarence. Quando Riccardo II raggiunse la maggiore età, creò duchi i suoi due zii: Edmondo Plantageneto, I duca di York e Tommaso Plantageneto, I duca di Gloucester.
In origine, i ducati erano riservati unicamente a quanti fossero di sangue reale, sia per discendenza che per matrimonio. Dalla fine del medioevo, ad ogni modo, ed in particolare da dopo la battaglia di Bosworth Field del 22 agosto 1485, vennero creati un totale di 31 ducati (con 16 famiglie distinte); il titolo di duca di Cornovaglia venne associato in maniera permanente al principe di Galles ed il ducato di Lancaster divenne proprietà della Corona inglese.
Il primo duca di Norfolk morì nella battaglia di Bosworth Field nel 1485. Tre decenni più tardi il ducato di Norfolk venne restaurato a suo figlio da Enrico VIII. Quando Elisabetta I d'Inghilterra salì al potere l'unico figlio vivente del duca era Thomas Howard, IV duca di Norfolk. Elisabetta non creò duchi, e fece decapitare Thomas Howard all'età di 36 per aver complottato contro di lei, cercando di sposare Maria di Scozia con l'intento di detronizzarla dal trono inglese. Dal 1572, questa classe di pari poteva dirsi estinta, e non vennero più creati altri duchi per tutto il regno di Elisabetta I. Nuovi titoli ducali vennero ricreati al periodo degli Stuart, a partire da quando Giacomo I ricreò il ducato di Buckingham nel 1623 per George Villiers.
Con l'unica eccezione del ducato di Cornovaglia e del ducato di Lancaster (con notevoli territori annessi), tutti i titoli ducali in Inghilterra vennero creati quasi sempre senza estesi tenimenti feudali e come tale i titoli non erano legati al possesso della terra ma unicamente alla fedeltà al sovrano, da cui integralmente dipendevano nella loro esistenza. Inoltre la successione non avveniva in quanto chi ereditava il titolo ducale era erede dell'ultimo detentore del titolo, ma piuttosto perché era discendente della prima persona alla quale il titolo era stato conferito, indipendentemente dal fatto che fosse maschio o femmina.

## Ducati nella Parìa d'Inghilterra, 1337–1707
- Indica un ducato reale.
- Indica un ducato esistente.

| Ducato                | Data di creazione | Primo detentore                            | Cognome                                           | Status attuale                         | Note |
| --------------------- | ----------------- | ------------------------------------------ | ------------------------------------------------- | -------------------------------------- | --- |
| Cornovaglia           | 9 febbraio 1337   | Edoardo di Woodstock                       | Plantageneti (originariamente)                    | Esistente                              | Detenuto dal primogenito vivente del monarca che ne è anche l'erede apparente; il titolo è attualmente detunto dal William, principe del Galles.                                                                       |
| Lancaster             | 6 marzo 1351      | Enrico Plantageneto                        | Plantageneti                                      | Estinto 13 marzo 1361                  | |
| Clarence              | 13 November 1362  | Lionello Plantageneto, I duca di Clarence  | Plantageneti                                      | Estinto 17 ottobre 1368                | |
| Lancaster             | 13 novembre 1362  | Giovanni Plantageneto, I duca di Lancaster | Plantageneti                                      | Unito alla corona 30 settembre 1399    | Il sovrano è indicato anche come duca di Lancaster. Vedi anche Ducato di Lancaster. |
| Cornovaglia           | 20 novembre 1376  | Riccardo di Bordeaux                       | Plantageneti                                      | Unito alla Corona il 22 giugno 1377    | Distinto dalla creazione del 1337, dal momento che il detentore non era il primogenito del monarca |
| York                  | 6 agosto 1385     | Edmondo                                    | Plantageneti                                      | Unito alla Corona il 4 marzo 1461      | Revocato 1415–1425; novembre 1459–7 ottobre 1460 |
| Gloucester            | 6 August 1385     | Tommaso Plantageneto, I duca di Gloucester | Plantageneti                                      | Revocato 8 settembre 1397              | |
| Irlanda               | 13 ottobre 1386   | Robert                                     | Vere                                              | Revocato il 3 febbraio 1388            | Creazione a vita. |
| Hereford              | 29 settembre 1397 | Enrico di Bolingbroke                      | Plantageneti                                      | Unito alla Corona il 30 settembre 1399 | |
| Aumale                | 29 settembre 1397 | Edoardo Plantageneto                       | Plantageneti                                      | Privato del titolo il 3 novembre 1399  | Anche conte di Rutland dal 1390 e duca di York dal 1402 |
| Exeter                | 29 settembre 1397 | John                                       | Holland                                           | Privato del titolo nel 1399            | Discendente di Edmund di Woodstock, conte di Kent, figlio di Edoardo I. |
| Surrey                | 29 settembre 1397 | Thomas                                     | Holland                                           | Revocato nel 1399                      | Discendente di Edmund di Woodstock, conte di Kent, figlio di Edoardo I. |
| Norfolk               | 29 settembre 1397 | Thomas                                     | Mowbray                                           | Estinto il 17 gennaio 1476             | Titolo non in uso dal 1399 al 1425. Discendenti per linea femminile da Thomas di Brotherton, conte di Norfolk, figlio di Edoardo I.                                                                                    |
| Norfolk               | 29 settembre 1397 | Margaret                                   | Plantageneti                                      | Estinto il 24 marzo 1400               | Titolo creato a vita |
| Lancaster             | 10 novembre 1399  | Enrico di Monmouth                         | Plantageneti                                      | Unito alla Corona il 20 marzo 1413     | Anche duca di Cornovaglia |
| Clarence              | 2 luglio 1412     | Thomas di Lancaster                        | Plantageneti                                      | Estinto il 22 marzo 1421               | |
| Bedford               | 16 maggio 1414    | Giovanni Plantageneto                      | Plantageneti                                      | Estinto il 14 settembre 1435           | |
| Gloucester            | 16 maggio 1414    | Umfredo Plantageneto                       | Plantageneti                                      | Estinto il 28 febbraio 1447            | |
| Exeter                | 18 novembre 1416  | Thomas                                     | Beaufort (Plantageneti)                           | Estinto il 30 dicembre 1426            | Figlio di Giovanni Plantageneto, nipote di Edoardo III. |
| Exeter                | 6 gennaio 1443    | John                                       | Holland                                           | Revocato il 4 novembre 1461            | Discendente di Edmund di Woodstock, conte di Kent, figlio di Edoardo I. |
| Somerset              | 28 agosto 1443    | John                                       | Beaufort (Plantageneti)                           | Estinto il 27 maggio 1444              | Discendente di Giovanni Plantageneto, nipote di Edoardo III. |
| Buckingham            | 14 settembre 1444 | Humphrey                                   | Stafford                                          | Revocato il 17 maggio 1521             | Revocato anche nel periodo 2 novembre 1483–novembre 1485. Discendente di Umfredo Plantageneto, duca di Gloucester, figlio minore di Edoardo III.                                                                       |
| Warwick               | 5 aprile 1445     | Henry                                      | Beauchamp                                         | Estinto l'11 giugno 1446               | |
| Somerset              | 31 maggio 1448    | Edmund                                     | Beaufort (Plantageneti)                           | Revocato il 3 aprile 1464              | Revocato anche nel periodo 1461–1463. Discendente del figlio di Giovanni Plantageneto, nipote di Edoardo III. |
| Suffolk               | 2 luglio 1448     | William                                    | de la Pole                                        | Riconsegnato il 26 febbraio 1493       | Revocato nel periodo 1450–1463. Sposò Elisabetta di York, sorella di Edoardo IV e di Riccardo III. |
| Clarence              | giugno 1461       | George                                     | Plantageneti                                      | Revocato il 18 febbraio 1478           | |
| Gloucester            | 1461              | Riccardo                                   | Plantageneti                                      | Unito alla Corona il 22 giugno 1483    | |
| Bedford               | 5 gennaio 1470    | George                                     | Neville                                           | Privato del titolo nel 1478            | Promesso sposo di Elisabetta di York, sorella di Edoardo IV. |
| York                  | 28 maggio 1474    | Richard di Shrewsbury                      | Plantageneti                                      | Estinto nel 1483                       | Anche Duca di Norfolk dal 1477 |
| Norfolk               | 12 giugno 1477    | Richard du Shrewsbury                      | Plantageneti                                      | Estinto nel 1483                       | Anche Duca di York |
| Bedford               | 1478              | George                                     | Plantageneti                                      | Estinto nel 1479                       | |
| Norfolk               | 28 giugno 1483    | John                                       | Howard, Fitzalan-Howard                           | Esistente                              | Titolo revocato dal 22 agosto 1485–1 febbraio 1514, 27 gennaio 1547–ottobre 1553, 2 giugno 1572–settembre 1660. Discendente per linea femminile di Thomas di Brotherton, conte di Norfolk, figlio di Edoardo I.        |
| Bedford               | 27 ottobre 1485   | Jasper                                     | Tudor                                             | Estinto il 21 dicembre 1495            | |
| York                  | 31 ottobre 1494   | Enrico                                     | Tudor                                             | Unito alla Corona il 21 aprile 1509    | Anche duca di Cornovaglia dal 1502 |
| Somerset              | 24 febbraio 1499  | Edmund                                     | Tudor                                             | Estinto il 19 giugno 1500              | |
| Suffolk               | 1 febbraio 1514   | Charles                                    | Brandon                                           | Estinto il 14 luglio 1551              | Marito di Maria Tudor, sorella di Enrico VIII ed ex regina di Francia. |
| Richmond e Somerset   | 18 giugno 1525    | Henry                                      | Fitzroy                                           | Estinto il 22 luglio 1536              | Figlio illegittimo di Enrico VIII. |
| Somerset              | 16 febbraio 1547  | Edward                                     | Seymour                                           | Esistente                              | Revocato dal 22 gennaio 1552–13 settembre 1660. Zio materno di Edoardo VI. |
| Northumberland        | 11 ottobre 1551   | John                                       | Dudley                                            | Revocato il 22 agosto 1553             | |
| Suffolk               | 11 ottobre 1551   | Henry                                      | Grey                                              | Revocato il 23 febbraio 1554           | Sposò lady Frances Brandon, figlia di Charles Brandon, duca di Suffolk e Mary Tudor, sorella di Enrico VIII. |
| York                  | 6 gennaio 1605    | Carlo                                      | Stuart                                            | Unito alla Corona il 27 marzo 1625     | Anche duca di Albany nella parìa di Scozia e duca di Cornovaglia dal 1612 |
| Richmond              | 17 maggio 1623    | Ludovic                                    | Stuart                                            | Estinto il 16 febbraio 1624            | |
| Buckingham            | 18 maggio 1623    | George                                     | Villiers                                          | Estinto il 16 aprile 1687              | |
| Richmond              | 8 agosto 1641     | James                                      | Stuart                                            | Estinto il 12 dicembre 1672            | |
| Cumberland            | 24 gennaio 1644   | Rupert del Reno                            | Nessuno (principe reale) (Wittelsbach)            | Estinto il 29 novembre 1682            | Creato per il principe Rupert del Reno |
| York                  | 27 gennaio 1644   | James                                      | Stuart                                            | Unito alla Corona il 6 febbraio 1685   | |
| Dudley                | 23 maggio 1644    | Alice                                      | Dudley                                            | Estinto il 22 gennaio 1669             | A vita |
| Gloucester            | 13 maggio 1659    | Henry                                      | Stuart                                            | Estinto il 13 settembre 1660           | |
| Albemarle             | 7 luglio 1660     | George                                     | Monck                                             | Estinto il 6 ottobre 1688              | |
| Monmouth              | 14 febbraio 1663  | James                                      | Scott (ramo illegittimo degli Stuart)             | Revocato il 15 luglio 1685             | |
| Cambridge             | 23 agosto 1664    | James                                      | Stuart                                            | Estinto il 20 giugno 1667              | |
| Newcastle upon Tyne   | 16 marzo 1665     | William                                    | Cavendish                                         | Estinto il 26 luglio 1691              | |
| Kendal                | 1666              | Charles                                    | Stuart                                            | Estinto il 22 maggio 1667              | |
| Cambridge             | 7 ottobre 1667    | Edgar                                      | Stuart                                            | Estinto l'8 giugno 1671                | |
| Cleveland             | 3 agosto 1670     | Barbara                                    | Villiers, Fitzroy (ramo illegittimo degli Stuart) | Estinto il 18 maggio 1774              | Anche duca di Southampton dal 1709 |
| Portsmouth            | 19 agosto 1673    | Louise                                     | Penancoët de Kérouaille                           | Estinto il 14 novembre 1734            | A vita |
| Richmond              | 9 agosto 1675     | Charles                                    | Lennox (ramo illegittimo degli Stuart)            | Esistente                              | Anche duca id Gordon nella parìa del Regno Unito dal 1876 e duca di Lennox nella parìa di Scozia |
| Southampton           | 10 settembre 1675 | Charles                                    | Fitzroy (ramo illegittimo degli Stuart)           | Estinto il 18 maggio 1774              | Anche duca di Cleveland dal 1709 |
| Grafton               | 11 settembre 1675 | Henry                                      | Fitzroy (ramo illegittimo degli Stuart)           | Esistente                              | |
| Ormonde               | 9 novembre 1682   | James                                      | Butler                                            | Revocato il 20 agosto 1715             | Anche duca di Ormonde nella parìa d'Irlanda |
| Beaufort              | 2 dicembre 1682   | Henry                                      | Somerset (ramo illegittimo dei Plantageneti)      | Esistente                              | Discendente da Giovanni Plantageneto, figlio di Edoardo III attraverso la casata dei Beaufort. |
| Northumberland        | 6 aprile 1683     | George                                     | Fitzroy (ramo illegittimo degli Stuart)           | estinto il 3 luglio 1716               | |
| St. Albans            | 10 gennaio 1684   | Charles                                    | Beauclerk (ramo illegittimo degli Stuart)         | Esistente                              | |
| Berwick-upon-Tweed    | 19 marzo 1687     | James                                      | Fitzjames (ramo illegittimo degli Stuart)         | Non chiaro                             | Secondo la tradizione storiografica il titolo venne revocato nel 1695, ma non vi è documentazione a tal proposito. In caso di mancanza di prove di revoca, il titolo spetterebbe oggi ai duchi di Peñaranda del Duero. |
| Cumberland            | 9 aprile 1689     | Giorgio                                    | Oldenburg                                         | Estinto il 28 ottobre 1708             | |
| Bolton                | 9 aprile 1689     | Charles                                    | Paulet                                            | Estinto il 25 dicembre 1794            | |
| Schomberg             | 10 aprile 1689    | Frederick                                  | Schomberg                                         | Estinto il 5 luglio 1719               | Anche duca di Leinster nella Parìa d'Irlanda dal 1691 |
| Shrewsbury            | 30 aprile 1694    | Charles                                    | Talbot                                            | Estinto il 1º febbraio 1718            | |
| Leeds                 | 4 maggio 1694     | Thomas                                     | Osborne                                           | Estinto il 20 marzo 1964               | |
| Bedford               | 11 maggio 1694    | William                                    | Russell                                           | Esistente                              | |
| Devonshire            | 12 maggio 1694    | William                                    | Cavendish                                         | Esistente                              | |
| Newcastle upon Tyne   | 14 maggio 1694    | John                                       | Holles                                            | Estinto il 15 luglio 1711              | |
| Marlborough           | 14 dicembre 1702  | John                                       | Churchill, Spencer, Spencer-Churchill             | Esistente                              | |
| Buckingham e Normanby | 23 marzo 1703     | John                                       | Sheffield                                         | Estinto il 30 ottobre 1735             | |
| Rutland               | 29 marzo 1703     | John                                       | Manners                                           | Esistente                              | |
| Montagu               | 14 aprile 1705    | Ralph                                      | Montagu                                           | Estinto il 16 luglio 1749              | |
| Cambridge             | 9 novembre 1706   | Giorgio                                    | Hanover                                           | Unito alla Corona l'11 giugno 1727     | Anche duca di Cornovaglia dal 1714 |

## Ducati nella Parìa di Scozia, 1398–1707
- Indica i ducati reali.
- Indica i ducati esistenti.

| Titolo          | Data di creazione | Cognome                        | Status attuale                       | Note |
| --------------- | ----------------- | ------------------------------ | ------------------------------------ | --- |
| Rothesay        | 28 aprile 1398    | Stuart                         | Esistente                            | Detenuto dal primogenito del monarca che ne è anche l'erede apparente; anche duca di Cornovaglia dal 1603 |
| Albany          | 28 aprile 1398    | Stuart                         | Revocato il 24 maggio 1425           | |
| Albany          | 1457              | Stuart                         | Estinto il 2 giugno 1536             | Revocato nel 1479–1482 e nel 1483–1514 |
| Ross            | 29 gennaio 1488   | Stuart                         | Estinto il 17 gennaio 1504           | |
| Montrose        | 18 maggio 1488    | Lindsay                        | Estinto nel dicembre del 1495        | Privato del titolo nel 1488–1489, titolo a vita dal 1489 |
| Ross            | 1514              | Stuart                         | Estinto il 18 dicembre 1515          | Alexander Stewart venne indicato come duca di Ross, ma non venne mai formalmente creato pari di Scozia |
| Albany          | 1541              | Stuart                         | Estinto nel 1541                     | Arthur Stewart venne indicato come duca di Albany, ma non venne mai formalmente creato pari di Scozia |
| Albany          | 20 luglio 1565    | Stuart                         | Unito alla Corona il 24 luglio 1567  | |
| Orkney          | 12 maggio 1567    | Hepburn                        | Revocato il 29 dicembre 1567         | |
| Lennox          | 5 agosto 1581     | Stuart                         | Estinto il 12 dicembre 1672          | Anche duca di Richmond nella Parìa d'Inghilterra dal 1623 al 1624 e dal 1641; sedette nella camera dei Lords come conte di Richmond dal 1613 al 1623 e come conte di March dal 1624 al 1641                                                             |
| Albany          | 23 dicembre 1600  | Stuart                         | Unito alla Corona il 27 marzo 1625   | Anche duca di York nella parìa d'Inghilterra dal 1605 e duca di Rothesay dal 1612 |
| Kintyre e Lorne | 1602              | Stuart                         | Estinto dal 1602                     | |
| Hamilton        | 12 aprile 1643    | Hamilton, Douglas-Hamilton     | Esistente                            | Anche duca di Brandon nella Parìa di Gran Bretagna dal 1711; sedette nella camera dei Lords inglese come conte di Cambridge nella Paria d'Inghilterra dal 1643 al 1651 e come duca di Brandon nella Parìa di Gran Bretagna dal 1782 al 1963             |
| Hamilton        | 20 settembre 1660 | Douglas (Hamilton)             | Estinto il 18 aprile 1694            | A vita; marito suo jure della duchessa di Hamilton |
| Albany          | 31 dicembre 1660  | Stuart                         | Unito alla Corona il 6 febbraio 1685 | Anche duca di York nella Paria d'Inghilterra |
| Buccleuch       | 20 aprile 1663    | Scott                          | Revocato il 15 luglio 1685           | Anche duca di Monmouth nella Paria d'Inghilterra |
| Buccleuch       | 20 aprile 1663    | Scott, Montagu-Douglas-Scott   | Esistente                            | Anche duca di Queensberry dal 1810; sedette nella Camera dei Lords come conte di Doncaster nella Paria d'Inghilterra dal 1743 al 1963 |
| Lauderdale      | 1 maggio 1672     | Maitland                       | Estinto il 24 agosto 1682            | |
| Lennox          | 9 settembre 1675  | Lennox                         | Esistente                            | Anche duca di Gordon nella parìa del Regno Unito dal 1876 e duca di Richmond nella parìa d'Inghilterra |
| Rothes          | 29 maggio 1680    | Leslie                         | Estinto il 27 luglio 1681            | |
| Gordon          | 3 novembre 1684   | Gordon                         | Estinto il 28 maggio 1836            | Sedette nella Camera dei Comuni come conte di Norwich nella parìa di Gran Bretagna dal 1784 al 1836 |
| Queensberry     | 3 novembre 1684   | Douglas, Montagu-Douglas Scott | Esistente                            | Anche duca di Dover nella parìa di Gran Bretagna dal 1708 al 1778 e duca di Buccleuch dal 1810 |
| Argyll          | 23 giugno 1701    | Campbell                       | Esistente                            | Anche duca di Greenwich nella parìa di Gran Bretagna dal 1718 al 1743 e duca di Argyll nella parìa del Regno Unito dal 1892; sedette nella Camera dei Lords col titolo di conte di Greenwich dal 1705 al 1743, e come Barone Sundridge dal 1782 al 1892 |
| Douglas         | 10 aprile 1703    | Douglas                        | Estinto il 21 luglio 1761            | Creato per il marchese di Douglas |
| Atholl          | 30 giugno 1703    | Murray                         | Esistente                            | Sedette nella Camera dei Lords come conte Strange dal 1786 al 1957 |
| Montrose        | 24 aprile 1707    | Graham                         | Esistente                            | Sedette nella Camera dei Lords come conte Graham dal 1782 al 1963 |
| Roxburghe       | 25 aprile 1707    | Ker                            | Esistente                            | Quiescente dal 22 ottobre 1805 all'11 maggio 1812; sedette nella Camera dei Lords come conte Ker dal 1782 al 1804 e come conte Innes dal 1837 al 1963                                                                                                   |

## Duchi nella parìa di Gran Bretagna, 1707–1801
- Indica i ducati reali.
- Indica i ducati esistenti.

| Titolo                  | Data di creazione | Primo titolare                                    | Cognome                       | Status attuale                       | Note                                                                   |
| ----------------------- | ----------------- | ------------------------------------------------- | ----------------------------- | ------------------------------------ | ---------------------------------------------------------------------- |
| Dover                   | 26 maggio 1708    | James Douglas, duca di Queensberry                | Douglas                       | Estinto il 22 ottobre 1778           | Anche duca di Queensberry nella parìa di Scozia                        |
| Kent                    | 28 aprile 1710    | Henry Grey, marchese di Kent                      | Grey                          | Estinto il 5 giugno 1740             |                                                                        |
| Brandon                 | 10 settembre 1711 | James Hamilton, duca di Hamilton                  | Douglas-Hamilton              | Esistente                            | Anche duca di Hamilton nella parìa di Scozia                           |
| Ancaster e Kesteven     | 26 luglio 1715    | Robert Bertie, marchese di Lindsey                | Bertie                        | Estinto l'8 febbraio 1809            |                                                                        |
| Kingston-upon-Hull      | 10 agosto 1715    | Evelyn Pierrepont, marchese di Dorchester         | Pierrepont                    | Estinto il 23 settembre 1773         |                                                                        |
| Newcastle upon Tyne     | 11 agosto 1715    | Thomas Pelham-Holles, conte di Clare              | Pelham-Holles                 | Estinto il 17 novembre 1768          | Anche dua di Newcastle-under-Lyne dal 1757                             |
| York e Albany           | 5 luglio 1716     | Ernesto Augusto, principe-vescovo di Osnabrück    | Hanbover                      | Estinto il 14 agosto 1728            |                                                                        |
| Portland                | 6 luglio 1716     | Henry Bentinck, conte di Portland                 | Bentinck                      | Estinto il 30 luglio 1990            |                                                                        |
| Wharton                 | 28 gennaio 1718   | Philip Wharton, marchese di Wharton               | Wharton                       | Estinto il 31 maggio 1731            |                                                                        |
| Kendal                  | 19 marzo 1719     | Melusine von der Schulenburg, duchessa di Munster | Schulenburg                   | Estinto il 10 maggio 1743            | Anche duchessa di Munster nella parìa d'Irlanda; paria concessa a vita |
| Greenwich               | 27 aprile 1719    | John Campbell, duca di Argyll                     | Campbell                      | Estinto il 4 ottobre 1743            | Anche duca di Argyll nella parìa di Scozia                             |
| Manchester              | 28 aprile 1719    | Charles Montagu, conte di Manchester              | Montagu                       | Esistente                            |                                                                        |
| Chandos                 | 29 aprile 1719    | James Brydges, conte di Carnarvon                 | Brydges                       | Estinto il 29 settembre 1789         |                                                                        |
| Dorset                  | 17 giugno 1720    | Lionel Cranfield Sackville, conte di Dorset       | Sackville                     | Estinto il 29 luglio 1843            |                                                                        |
| Bridgewater             | 18 giugno 1720    | Scroop Egerton, conte di Bridgewater              | Egerton                       | Estinto l'8 marzo 1803               |                                                                        |
| Edimburgo               | 26 luglio 1726    | Federico Luigi                                    | Hannover                      | Unito alla Corona il 25 ottobre 1760 | Anche duca di Cornovaglia dal 1727 al 1751                             |
| Cumberland              | 27 luglio 1726    | Ernesto Augusto                                   | Hannover                      | Estinto il 31 ottobre 1765           |                                                                        |
| Newcastle-under-Lyne    | 17 novembre 1756  | Thomas Pelham-Holles, duca di Newcastle upon Tyne | Pelham-Holles, Pelham-Clinton | Estinto il 25 dicembre 1988          | Anche duca di Newcastle upon Tyne sino al 1768                         |
| York e Albany           | 1º aprile 1760    | Edoardo Augusto                                   | Hannover                      | Estinto il 17 settembre 1767         |                                                                        |
| Gloucester e Edimburgo  | 19 novembre 1764  | Guglielmo Enrico                                  | Hannover                      | Estinto il 30 novembre 1834          |                                                                        |
| Northumberland          | 22 ottobre 1766   | Hugh Percy, conte di Northumberland               | Percy                         | Esistente                            |                                                                        |
| Cumberland e Strathearn | 22 ottobre 1766   | Enrico Federico                                   | Hannover                      | Estinto il 18 settembre 1790         |                                                                        |
| Montagu                 | 5 novembre 1766   | George Montagu, conte di Cardigan                 | Montagu                       | Estinto il 23 maggio 1790            |                                                                        |
| York e Albany           | 29 novembre 1784  | Federico Augusto                                  | Hannover                      | Estinto il 5 gennaio 1827            |                                                                        |
| Clarence e St. Andrews  | 20 maggio 1789    | Guglielmo Enrico                                  | Hannover                      | Unito alla Corona il 26 giugno 1830  |                                                                        |
| Kent e Strathearn       | 24 aprile 1799    | Edoardo Augusto                                   | Hannover                      | Estinto il 23 gennaio 1820           |                                                                        |
| Cumberland e Teviotdale | 24 aprile 1799    | Ernesto Augusto                                   | Hannover                      | Sospeso il 28 marzo 1919             |                                                                        |

## Duchi nella parìa d'Irlanda, 1661–1868
- Indica un ducato esistente.

| Ducato   | Data di creazione | Primo insignito                        | Cognome     | Status attuale              | Note |
| -------- | ----------------- | -------------------------------------- | ----------- | --------------------------- | --- |
| Ormonde  | 30 marzo 1661     | James Butler, marchese di Ormonde      | Butler      | Estinto il 17 dicembre 1758 | Anche duca di Ormonde nella parìa d'Inghilterra sino al 1715; il titolo venne considerato generalmente come revocato dopo il 1715 ed il terzo duca, fratello del secondo duca, che lo ottenne dopo il 1745, non lo utilizzò. |
| Leinster | 3 marzo 1691      | Meinhardt Schomberg                    | Schomberg   | Estinto il 16 luglio 1719   | Anche duca di Schomberg nella parìa d'Inghilterra dal 1693 |
| Munster  | 18 luglio 1716    | Ehrengard Melusine von der Schulenburg | Schulenberg | Estinto il 10 maggio 1743   | Anche duchessa di Kendal nella parìa di Gran Bretagna dal 1719 |
| Leinster | 26 novembre 1766  | James FitzGerald, marchese di Kildare  | FitzGerald  | Esistente                   | Sedette nella Camera dei Lords col titolo di Visconte Leinster dal 1747 al 1999 |
| Abercorn | 10 agosto 1868    | James Hamilton, marchese di Abercorn   | Hamilton    | Esistente                   | Sedette nella Camera dei Lords col titolo di marchese di Abercorn dal 1868 al 1999 |

## Ducati nella parìa del Regno Unito, 1801–oggi
- Indica i ducati reali.
- Indica un ducato esistente non reale.

| Ducato                 | Data di creazione | Primo titolare                                                          | Cognome                                          | Status attuale                       | Note                                                                                   | Ref.   |
| ---------------------- | ----------------- | ----------------------------------------------------------------------- | ------------------------------------------------ | ------------------------------------ | -------------------------------------------------------------------------------------- | ------ |
| Sussex                 | 27 novembre 1801  | Augusto Federico                                                        | Hannover                                         | Estinto il 21 aprile 1843            |                                                                                        | [ 31 ] |
| Cambridge              | 27 novembre 1801  | Adolfo                                                                  | Hannover                                         | Estinto il 17 marzo 1904             |                                                                                        | [ 31 ] |
| Duca di Wellington     | 11 maggio 1814    | Arthur Wellesley, marchese di Wellington                                | Wellesley                                        | Esistente                            |                                                                                        | [ 32 ] |
| Buckingham e Chandos   | 4 febbraio 1822   | Richard Temple-Nugent-Brydges-Chandos-Grenville, marchese di Buckingham | Temple-Nugent-Brydges-Chandos-Grenville          | Estinto il 26 marzo 1889             |                                                                                        | [ 33 ] |
| Sutherland             | 28 gennaio 1833   | George Leveson-Gower, marchese di Stafford                              | Leveson-Gower; Sutherland-Leveson-Gower; Egerton | Esistente                            |                                                                                        | [ 34 ] |
| Cleveland              | 29 gennaio 1833   | William Vane, marchese di Cleveland                                     | Vane; Powlett                                    | Estinto il 21 agosto 1891            |                                                                                        | [ 34 ] |
| Inverness              | 10 aprile 1840    | Cecilia Underwood                                                       | Underwood                                        | Estinto il 1º agosto 1873            | Moglie del duca di Sussex.                                                             | [ 35 ] |
| Edimburgo              | 24 maggio 1866    | Alfredo                                                                 | Sassonia-Coburgo-Gotha                           | Estinto il 30 luglio 1900            |                                                                                        | [ 36 ] |
| Westminster            | 27 febbraio 1874  | Hugh Grosvenor, marchese di Westminster                                 | Grosvenor                                        | Esistente                            |                                                                                        | [ 37 ] |
| Connaught e Strathearn | 24 maggio 1874    | Arturo                                                                  | Sassonia-Coburgo-Gotha                           | Estinto il 26 aprile 1943            |                                                                                        | [ 38 ] |
| Gordon                 | 13 gennaio 1876   | Charles Gordon-Lennox, duca di Richmond                                 | Gordon-Lennox                                    | Esistente                            | Anche duca di Richmond nella parì d'Inghilterra e duca di Lennox nella parìa di Scozia | [ 39 ] |
| Albany                 | 24 maggio 1881    | Leopoldo                                                                | Sassonia-Coburgo-Gotha                           | Sospeso il 28 marzo 1919             |                                                                                        | [ 40 ] |
| Fife                   | 29 luglio 1889    | Alexander Duff, conte di Fife                                           | Duff                                             | Estinto il 29 gennaio 1912           | Il titolo venne ricreato per la figlia ed erede del duca (vedo in seguito).            | [ 41 ] |
| Clarence e Avondale    | 24 maggio 1890    | Alberto Vittorio                                                        | Sassonia-Coburgo-Gotha                           | Estinto il 14 gennaio 1892           |                                                                                        | [ 42 ] |
| Argyll                 | 7 aprile 1892     | George Campbell, duca di Argyll                                         | Campbell                                         | Esistente                            | Anche duca di Argyll nella parìa di Scozia                                             | [ 43 ] |
| York                   | 24 maggio 1892    | Giorgio del Galles                                                      | Sassonia-Coburgo-Gotha                           | Unito alla Corona il 6 maggio 1910   | Anche duca di Cornovaglia dal 1901                                                     | [ 44 ] |
| Fife                   | 24 aprile 1900    | Alexander Duff, duca di Fife                                            | Duff; Carnegie                                   | Esistente                            |                                                                                        | [ 45 ] |
| York                   | 5 giugno 1920     | Alberto                                                                 | Windsor                                          | Unito alla Corona l'11 dicembre 1936 |                                                                                        | [ 46 ] |
| Gloucester             | 31 marzo 1928     | Enrico                                                                  | Windsor                                          | Esistente                            |                                                                                        | [ 47 ] |
| Kent                   | 12 ottobre 1934   | Giorgio                                                                 | Windsor                                          | Esistente                            |                                                                                        | [ 48 ] |
| Windsor                | 8 marzo 1937      | Edoardo                                                                 | Windsor                                          | Estinto il 28 maggio 1972            |                                                                                        | [ 49 ] |
| Edimburgo              | 20 novembre 1947  | Filippo di Edimburgo                                                    | Mountbatten-Windsor                              | Unito alla Corona l'8 settembre 2022 |                                                                                        | [ 50 ] |
| York                   | 23 luglio 1986    | Andrea                                                                  | Mountbatten-Windsor                              | Esistente                            |                                                                                        | [ 51 ] |
| Cambridge              | 29 aprile 2011    | William del Galles                                                      | Mountbatten-Windsor                              | Esistente                            |                                                                                        | [ 52 ] |
| Sussex                 | 19 maggio 2018    | Henry del Galles                                                        | Mountbatten-Windsor                              | Esistente                            |                                                                                        | [ 53 ] |
| Edimburgo              | 10 marzo 2023     | Edoardo                                                                 | Mountbatten-Windsor                              | Esistente                            | Precedentemente conte del Wessex.                                                      |        |